# Seznam povrchových útvarů na Měsíci
Kromě hor, moří, kráterů a údolí se na měsíčním povrchu nachází ještě mnoho zajímavých útvarů a právě ty jsou zahrnuty do tohoto seznamu.

## Catena
Catena je řetězec impaktních kráterů.
| Název             | Šířka   | Délka    | Průměr | Původ názvu                      |
| ----------------- | ------- | -------- | ------ | -------------------------------- |
| Catena Abulfeda   | 16,9° J | 17,2° V  | 219 km | nazváno podle kráteru Abulfeda   |
| Catena Artamonov  | 26,0° S | 105,9° V | 134 km | nazváno podle kráteru Artamonov  |
| Catena Brigitte   | 18,5° S | 27,5° V  | 5 km   | francouzské ženské jméno         |
| Catena Davy       | 11,0° J | 7,0° Z   | 50 km  | nazváno podle kráteru Davy       |
| Catena Dziewulski | 19,0° S | 100,0° V | 80 km  | nazváno podle kráteru Dziewulski |
| Catena Gregory    | 0,6° J  | 129,9° V | 152 km | nazváno podle kráteru Gregory    |
| Catena Humboldt   | 21,5° J | 84,6° V  | 165 km | nazváno podle kráteru Humboldt   |
| Catena Krafft     | 15,0° S | 72,0° Z  | 60 km  | nazváno podle kráteru Krafft     |
| Catena Kurchatov  | 37,2° S | 136,3° V | 226 km | nazváno podle kráteru Kurchatov  |
| Catena Leuschner  | 4,7° S  | 110,1° Z | 364 km | nazváno podle kráteru Leuschner  |
| Catena Littrow    | 22,2° S | 29,5° V  | 10 km  | nazváno podle kráteru Littrow    |
| Catena Lucretius  | 3,4° J  | 126,1° Z | 271 km | nazváno podle kráteru Lucretius  |
| Catena Mendeleev  | 6,3° S  | 139,4° V | 188 km | nazváno podle kráteru Mendělejev |
| Catena Michelson  | 1,4° S  | 113,4° Z | 456 km | nazváno podle kráteru Michelson  |
| Catena Pierre     | 19,8° S | 31,8° Z  | 9 km   | francouzské mužské jméno         |
| Catena Sumner     | 37,3° S | 112,3° V | 247 km | nazváno podle kráteru Sumner     |
| Catena Sylvester  | 81,4° S | 86,2° V  | 173 km | nazváno podle kráteru Sylvester  |
| Catena Taruntius  | 3,0° S  | 48,0° V  | 100 km | nazváno podle kráteru Taruntius  |
| Catena Timocharis | 29,0° S | 13,0° Z  | 50 km  | nazváno podle kráteru Timocharis |
| Catena Yuri       | 24,4° S | 30,4° Z  | 5 km   | ruské mužské jméno               |

## Dorsa
Dorsa je systém hřbetů a vrás.
| Název            | Šířka   | Délka   | Průměr | Původ názvu                             |
| ---------------- | ------- | ------- | ------ | --------------------------------------- |
| Dorsa Aldrovandi | 24,0° S | 28,5° V | 136 km | Ulissi Aldrovandi (1522–1605)           |
| Dorsa Andrusov   | 1,0° J  | 57,0° V | 160 km | Nikolaj Ivanovič Andrusov (1861–1924)   |
| Dorsa Argand     | 28,1° S | 40,6° Z | 109 km | Emile Argand (1879–1940)                |
| Dorsa Barlow     | 15,0° S | 31,0° V | 120 km | William Barlow (1845–1934)              |
| Dorsa Burnet     | 28,4° S | 57,0° Z | 194 km | Thomas Burnet (1635–1715)               |
| Dorsa Cato       | 1,0° S  | 47,0° V | 140 km | Cato starší (234-149 př. Kr.)           |
| Dorsa Dana       | 3,0° S  | 90,0° V | 70 km  | James Dwight Dana (1813–1895)           |
| Dorsa Ewing      | 10,2° J | 39,4° Z | 141 km | William Maurice Ewing (1906–1974)       |
| Dorsa Geikie     | 4,6° J  | 52,5° V | 228 km | Sir Archibald Geikie (1835–1924)        |
| Dorsa Harker     | 14,5° S | 64,0° V | 197 km | Alfred Harker (1859–1939)               |
| Dorsa Lister     | 20,3° S | 23,8° V | 203 km | Martin Lister (1639–1712)               |
| Dorsa Mawson     | 7,0° J  | 53,0° V | 132 km | Douglas Mawson (1882–1958)              |
| Dorsa Rubey      | 10,0° J | 42,0° Z | 100 km | William Walden Rubey (1898–1974)        |
| Dorsa Smirnov    | 27,3° S | 25,3° V | 156 km | Sergej Sergejevič Smirnov (1895–1947)   |
| Dorsa Sorby      | 19,0° S | 14,0° V | 80 km  | Henry Clifton Sorby (1826–1908)         |
| Dorsa Stille     | 27,0° S | 19,0° Z | 80 km  | Hans Stille (1876–1966)                 |
| Dorsa Tetyaev    | 19,9° S | 64,2° V | 176 km | Michail Michailovič Těťajev (1882–1956) |
| Dorsa Whiston    | 29,4° S | 56,4° Z | 85 km  | William Whiston (1667–1752)             |

## Dorsum
Dorsum je systém hřbetů a vrás.
| Název            | Šířka   | Délka   | Průměr | Původ názvu                          |
| ---------------- | ------- | ------- | ------ | ------------------------------------ |
| Dorsum Arduino   | 24,9° S | 35,8° Z | 107 km | Giovanni Arduino (1714–1795)         |
| Dorsum Azara     | 26,7° S | 19,2° V | 105 km | Félix Manuel de Azara (1746–1811)    |
| Dorsum Bucher    | 31,0° S | 39,0° Z | 90 km  | Walter Hermann Bucher (1889–1965)    |
| Dorsum Buckland  | 20,4° S | 12,8° V | 380 km | William Buckland (1784–1856)         |
| Dorsum Cayeux    | 1,6° S  | 51,2° V | 84 km  | Lucien Cayeux (1864–1944)            |
| Dorsum Cloos     | 1,0° S  | 91,0° V | 100 km | Hans Cloos (1885–1951)               |
| Dorsum Cushman   | 1,0° S  | 49,0° V | 80 km  | Joseph Augustine Cushman (1881–1949) |
| Dorsum Gast      | 24.0° S | 9.0° V  | 60 km  | Paul Werner Gast (1930–1973)         |
| Dorsum Grabau    | 29,4° S | 15,9° Z | 121 km | Amadeus William Grabau (1870–1946)   |
| Dorsum Guettard  | 10,0° J | 18,0° Z | 40 km  | Jean-Etienne Guettard (1715–1786)    |
| Dorsum Heim      | 32,0° S | 29,8° Z | 148 km | Albert Heim (1849–1937)              |
| Dorsum Higazy    | 28,0° S | 17,0° Z | 60 km  | Riad Higazy (1919–1967)              |
| Dorsum Nicol     | 18,0° S | 23,0° V | 50 km  | William Nicol (1768–1851)            |
| Dorsum Niggli    | 29,0° S | 52,0° Z | 50 km  | Paul Niggli (1888–1953)              |
| Dorsum Oppel     | 18,7° S | 52,6° V | 268 km | Albert Oppel (1831–1865)             |
| Dorsum Owen      | 25,0° S | 11,0° V | 50 km  | George Owen (1552–1613)              |
| Dorsum Scilla    | 32,8° S | 60,4° Z | 108 km | Agostino Scilla (1639–1700)          |
| Dorsum Termier   | 11,0° S | 58,0° V | 90 km  | Pierre-Marie Termier (1859–1930)     |
| Dorsum Thera     | 24,4° S | 31,4° Z | 7 km   | řecké ženské jméno                   |
| Dorsum Von Cotta | 23,2° S | 11,9° V | 199 km | Carl Bernard von Cotta (1808–1879)   |
| Dorsum Zirkel    | 28,1° S | 23,5° Z | 193 km | Ferdinand Zirkel (1838–1912)         |

## Promontorium
Promontorium je mys v měsíčním moři.
| Název                   | Šířka   | Délka   | Průměr | Původ názvu                                      |
| ----------------------- | ------- | ------- | ------ | ------------------------------------------------ |
| Promontorium Agarum     | 14,0° S | 66,0° V | 70 km  | nazváno podle mysu v Azovském moři               |
| Promontorium Agassiz    | 42,0° S | 1,8° V  | 20 km  | Jean Louis Rodolphe Agassiz (1807–1873)          |
| Promontorium Archerusia | 16,7° S | 22,0° V | 10 km  | nazváno podle mysu v Černém moři                 |
| Promontorium Deville    | 43,2° S | 1,0° V  | 20 km  | Charles Joseph Sainte-Claire Deville (1814–1876) |
| Promontorium Fresnel    | 29,0° S | 4,7° V  | 20 km  | Augustin Jean Fresnel (1788–1827)                |
| Promontorium Heraclides | 40,3° S | 33,2° Z | 50 km  | Heraclides Ponticus                              |
| Promontorium Kelvin     | 27,0° J | 33,0° Z | 50 km  | William Thomson, baron Kelvin (1824–1907)        |
| Promontorium Laplace    | 46,0° S | 25,8° Z | 50 km  | Pierre Simon Laplace (1749–1827)                 |
| Promontorium Taenarium  | 19,0° J | 8,0° Z  | 70 km  | nazváno podle mysu v Řecku                       |

## Reiner Gamma
Reiner Gamma je zvláštní útvar na povrchu Měsíce v Oceánu bouří (Oceanus Procellarum) vynikající oproti okolí vysokou odrazivostí (albedem).
| Název        | Šířka | Délka  | Průměr  | Původ názvu                  |
| ------------ | ----- | ------ | ------- | ---------------------------- |
| Reiner Gamma | 7,5°S | 59,0°Z | 70,0 km | nazváno podle kráteru Reiner |

## Rima
Rima je trhlina, brázda v měsíčním povrchu.
| Název              | Šířka   | Délka    | Průměr | Původ názvu                          |
| ------------------ | ------- | -------- | ------ | ------------------------------------ |
| Rima Agatharchides | 20,0° J | 28,0° Z  | 50 km  | nazváno podle kráteru Agatharchides  |
| Rima Agricola      | 29,0° S | 53,0° Z  | 110 km | nazváno podle pohoří Montes Agricola |
| Rima Archytas      | 53,0° J | 3,0° V   | 90 km  | nazváno podle kráteru Archytas       |
| Rima Ariadaeus     | 6,4° S  | 14,0° V  | 250 km | nazváno podle kráteru Ariadaeus      |
| Rima Billy         | 15,0° J | 48,0° Z  | 70 km  | nazváno podle kráteru Billy          |
| Rima Birt          | 21,0° J | 9,0° Z   | 50 km  | nazváno podle kráteru Birt           |
| Rima Bradley       | 23,8° S | 1,2° Z   | 161 km | nazváno podle hory Mons Bradley      |
| Rima Brayley       | 21,4° S | 37,5° Z  | 311 km | nazváno podle kráteru Brayley        |
| Rima Calippus      | 37,0° S | 13,0° V  | 40 km  | nazváno podle kráteru Calippus       |
| Rima Cardanus      | 11,4° S | 71,5° V  | 175 km | nazváno podle kráteru Cardanus       |
| Rima Carmen        | 19,8° S | 29,3° V  | 10 km  | španělské ženské jméno               |
| Rima Cauchy        | 10,5° S | 38,0° V  | 140 km | nazváno podle kráteru Cauchy         |
| Rima Cleomedes     | 27,0° S | 57,0° V  | 80 km  | nazváno podle kráteru Cleomedes      |
| Rima Cleopatra     | 30,0° S | 53,8° Z  | 14 km  | řecké ženské jméno                   |
| Rima Conon         | 18,6° S | 2,0° V   | 30 km  | nazváno podle kráteru Conon          |
| Rima Dawes         | 17,5° S | 26,6° V  | 15 km  | nazváno podle kráteru Dawes          |
| Rima Delisle       | 31,0° S | 32,0° Z  | 60 km  | nazváno podle kráteru Delisle        |
| Rima Diophantus    | 29,0° S | 33,0° Z  | 150 km | nazváno podle kráteru Diophantus     |
| Rima Draper        | 18,0° S | 25,0° Z  | 160 km | nazváno podle kráteru Draper         |
| Rima Euler         | 21,0° S | 31,0° Z  | 90 km  | nazváno podle kráteru Euler          |
| Rima Flammarion    | 2,8° J  | 5,6° Z   | 80 km  | nazváno podle kráteru Flammarion     |
| Rima Furnerius     | 35,0° J | 61,0° V  | 50 km  | nazváno podle kráteru Furnerius      |
| Rima G. Bond       | 33,3° S | 35,5° V  | 168 km | nazváno podle kráteru G. Bond        |
| Rima Galilaei      | 11,9° S | 58,5° Z  | 89 km  | nazváno podle kráteru Galilaei       |
| Rima Gärtner       | 59,0° S | 63,0° V  | 30 km  | nazváno podle kráteru Gärtner        |
| Rima Gay-Lussac    | 13,0° S | 22,0° Z  | 40 km  | nazváno podle kráteru Gay-Lussac     |
| Rima Hadley        | 25,0° S | 3,0° V   | 80 km  | nazváno podle hory Mons Hadley       |
| Rima Hansteen      | 12,0° J | 53,0° Z  | 25 km  | nazváno podle kráteru Hansteen       |
| Rima Hesiodus      | 30,0° J | 20,0° Z  | 256 km | nazváno podle kráteru Hesiodus       |
| Rima Hyginus       | 7,4° S  | 7,8° V   | 219 km | nazváno podle kráteru Hyginus        |
| Rima Jansen        | 14,5° S | 29,0° V  | 35 km  | nazváno podle kráteru Jansen         |
| Rima Krieger       | 29,0° S | 45,6° Z  | 22 km  | nazváno podle krátor Krieger         |
| Rima Mairan        | 38,0° S | 47,0° Z  | 90 km  | nazváno podle kráteru Mairan         |
| Rima Marcello      | 18,6° S | 27,7° V  | 2 km   | italské mužské jméno                 |
| Rima Marius        | 16,5° S | 48,9° Z  | 121 km | nazváno podle kráteru Marius         |
| Rima Messier       | 1,0° J  | 45,0° V  | 100 km | nazváno podle kráteru Messier        |
| Rima Milichius     | 8,0° S  | 33,0° Z  | 100 km | nazváno podle kráteru Milichius      |
| Rima Oppolzer      | 1,7° J  | 1,0° V   | 94 km  | nazváno podle kráteru Oppolzer       |
| Rima Réaumur       | 3,0° J  | 3,0° V   | 30 km  | nazváno podle kráteru Réaumur        |
| Rima Reiko         | 18,6° S | 27,7° V  | 2 km   | japonské ženské jméno                |
| Rima Rudolf        | 19,6° S | 29,6° V  | 8 km   | německé mužské jméno                 |
| Rima Schröter      | 1,0° S  | 6,0° Z   | 40 km  | nazváno podle kráteru Schröter       |
| Rima Sharp         | 46,7° S | 50,5° Z  | 107 km | nazváno podle kráteru Sharp          |
| Rima Sheepshanks   | 58,0° S | 24,0° V  | 200 km | nazváno podle kráteru Sheepshanks    |
| Rima Siegfried     | 25,9° J | 103,0° V | 14 km  | německé mužské jméno                 |
| Rima Suess         | 6,7° S  | 48,2° V  | 165 km | nazváno podle kráteru Suess          |
| Rima Sung-Mei      | 24,6° S | 11,3° V  | 4 km   | čínské ženské jméno                  |
| Rima T. Mayer      | 13,0° S | 31,0° Z  | 50 km  | nazváno podle kráteru T. Mayer       |
| Rima Vladimir      | 25,2° S | 0,7° Z   | 14 km  | slovanské mužské jméno               |
| Rima Wan-Yu        | 20,0° S | 31,5° Z  | 12 km  | čínské ženské jméno                  |
| Rima Yangelʹ       | 16,7° S | 4,6° V   | 30 km  | nazváno podle kráteru Yangelʹ        |
| Rima Zahia         | 25,0° S | 29,5° Z  | 16 km  | arabské ženské jméno                 |

## Rimae
Rimae je systém trhlin či brázd.
| Název                  | Šířka   | Délka   | Průměr | Původ názvu                               |
| ---------------------- | ------- | ------- | ------ | ----------------------------------------- |
| Rimae Alphonsus        | 14,0° J | 2,0° Z  | 80 km  | nazváno podle kráteru Alphonsus           |
| Rimae Apollonius       | 5,0° S  | 53,0° V | 230 km | nazváno podle kráteru Apollonius          |
| Rimae Archimedes       | 26,6° S | 4,1° Z  | 169 km | nazváno podle kráteru Archimedes          |
| Rimae Aristarchus      | 26,9° S | 47,5° Z | 121 km | nazváno podle kráteru Aristarchus         |
| Rimae Arzachel         | 18,0° J | 2,0° Z  | 50 km  | nazváno podle kráteru Arzachel            |
| Rimae Atlas            | 47,5° S | 43,6° V | 60 km  | nazváno podle kráteru Atlas               |
| Rimae Bode             | 10,0° S | 4,0° Z  | 70 km  | nazváno podle kráteru Bode                |
| Rimae Boscovich        | 9,8° S  | 11,1° V | 40 km  | nazváno podle kráteru Boscovich           |
| Rimae Chacornac        | 29,0° S | 32,0° V | 120 km | nazváno podle kráteru Chacornac           |
| Rimae Daniell          | 37,0° S | 26,0° V | 200 km | nazváno podle kráteru Daniell             |
| Rimae Darwin           | 19,3° J | 69,5° Z | 143 km | nazváno podle kráteru Darwin              |
| Rimae Doppelmayer      | 25,9° J | 45,1° Z | 162 km | nazváno podle kráteru Doppelmayer         |
| Rimae Focas            | 28,0° J | 98,0° Z | 100 km | nazváno podle kráteru Focas               |
| Rimae Fresnel          | 28,0° S | 4,0° V  | 90 km  | nazváno podle útvaru Promontorium Fresnel |
| Rimae de Gasparis      | 24,6° J | 51,1° Z | 93 km  | nazváno podle kráteru de Gasparis         |
| Rimae Gassendi         | 18,0° J | 40,0° Z | 70 km  | nazváno podle kráteru Gassendi            |
| Rimae Gerard           | 46,0° S | 84,0° Z | 100 km | nazváno podle kráteru Gerard              |
| Rimae Goclenius        | 8,0° J  | 43,0° V | 240 km | nazváno podle kráteru Goclenius           |
| Rimae Grimaldi         | 9,0° S  | 64,0° Z | 230 km | nazváno podle kráteru Grimaldi            |
| Rimae Hypatia          | 0,4° J  | 22,4° V | 206 km | nazváno podle kráteru Hypatia             |
| Rimae Janssen          | 45,6° J | 40,0° V | 114 km | nazváno podle kráteru Janssen             |
| Rimae Kopff            | 17,4° J | 89,6° Z | 41 km  | nazváno podle kráteru Kopff               |
| Rimae Liebig           | 20,0° J | 45,0° Z | 140 km | nazváno podle kráteru Liebig              |
| Rimae Littrow          | 22,1° S | 29,9° V | 115 km | nazváno podle kráteru Littrow             |
| Rimae Maclear          | 13,0° J | 20,0° V | 110 km | nazváno podle kráteru Maclear             |
| Rimae Maestlin         | 2,0° S  | 40,0° Z | 80 km  | nazváno podle kráteru Maestlin            |
| Rimae Maupertuis       | 52,0° S | 23,0° Z | 84 km  | nazváno podle kráteru Maupertuis          |
| Rimae Menelaus         | 17,2° S | 17,9° V | 131 km | nazváno podle kráteru Menelaus            |
| Rimae Mersenius        | 21,5° J | 49,2° Z | 84 km  | nazváno podle kráteru Mersenius           |
| Rimae Opelt            | 13,0° J | 18,0° Z | 70 km  | nazváno podle kráteru Opelt               |
| Rimae Palmieri         | 28,0° J | 47,0° Z | 150 km | nazváno podle kráteru Palmieri            |
| Rimae Parry            | 6,1° J  | 16,8° Z | 82 km  | nazváno podle kráteru Parry               |
| Rimae Petavius         | 25,9° J | 58,9° V | 80 km  | nazváno podle kráteru Petavius            |
| Rimae Pettit           | 23,0° J | 92,0° Z | 450 km | nazváno podle kráteru Pettit              |
| Rimae Pitatus          | 28,5° J | 13,8° Z | 94 km  | nazváno podle kráteru Pitatus             |
| Rimae Plato            | 52,9° S | 3,2° Z  | 87 km  | nazváno podle kráteru Plato               |
| Rimae Plinius          | 17,9° S | 23,6° V | 124 km | nazváno podle kráteru Plinius             |
| Rimae Posidonius       | 32,0° S | 28,7° V | 70 km  | nazváno podle kráteru Posidonius          |
| Rimae Prinz            | 27,0° S | 43,0° Z | 80 km  | nazváno podle kráteru Prinz               |
| Rimae Ramsden          | 33,9° J | 31,4° Z | 108 km | nazváno podle kráteru Ramsden             |
| Rimae Repsold          | 50,6° S | 81,7° Z | 166 km | nazváno podle kráteru Repsold             |
| Rimae Riccioli         | 2,0° S  | 74,0° Z | 400 km | nazváno podle kráteru Riccioli            |
| Rimae Ritter           | 3,0° S  | 18,0° Z | 100 km | nazváno podle kráteru Ritter              |
| Rimae Römer            | 27,0° S | 35,0° Z | 110 km | nazváno podle kráteru Römer               |
| Rimae Secchi           | 1,0° S  | 44,0° Z | 35 km  | nazváno podle kráteru Secchi              |
| Rimae Sirsalis         | 15,7° J | 61,7° Z | 426 km | nazváno podle kráteru Sirsalis            |
| Rimae Sosigenes        | 8,6° S  | 18,7° V | 190 km | nazváno podle kráteru Sosigenes           |
| Rimae Sulpicius Gallus | 21,0° S | 10,0° V | 90 km  | nazváno podle kráteru Sulpicius Gallus    |
| Rimae Taruntius        | 5,5° S  | 46,5° V | 25 km  | nazváno podle kráteru Taruntius           |
| Rimae Theaetetus       | 33,0° S | 6,0° V  | 50 km  | nazváno podle kráteru Theaetetus          |
| Rimae Triesnecker      | 4,3° S  | 4,6° V  | 215 km | nazváno podle kráteru Triesnecker         |
| Rimae Vasco da Gama    | 10,0° S | 82,0° V | 60 km  | nazváno podle kráteru Vasco da Gama       |
| Rimae Zupus            | 15,0° J | 53,0° Z | 120 km | nazváno podle kráteru Zupus               |

## Rupes
Rupes je zlom na měsíčním povrchu.
| Název            | Šířka   | Délka   | Průměr   | Původ názvu                             |
| ---------------- | ------- | ------- | -------- | --------------------------------------- |
| Rupes Altai      | 24,3° J | 22,6° V | 427.0 km | nazván podle pohoří Altaj               |
| Rupes Boris      | 30,5° S | 33,5° Z | 4,0 km   | nazván podle kráteru Boris              |
| Rupes Cauchy     | 9,0° S  | 37,0° V | 120,0 km | nazván podle kráteru Cauchy             |
| Rupes Kelvin     | 27,3° J | 33,1° Z | 78,0 km  | nazván podle útvaru Promontorium Kelvin |
| Rupes Liebig     | 25,0° J | 46,0° Z | 180,0 km | nazván podle kráteru Liebig             |
| Rupes Mercator   | 31,0° J | 22,3° Z | 93,0 km  | nazván podle kráteru Mercator           |
| Rupes Recta      | 22,1° J | 7,8° Z  | 134,0 km | latinsky "Přímá stěna"                  |
| Rupes Toscanelli | 27,4° S | 47,5° Z | 70,0 km  | nazván podle kráteru Toscanelli         |